# Robert Christy
Robert Frederick Christy (14. května 1916 Vancouver – 3. října 2012 Pasadena) byl kanadsko-americký teoretický fyzik, který se podílel na projektu Manhattan. Rovněž byl prezidentem Kalifornského technologického institutu.
Vystudoval Univerzitu Britské Kolumbie, kde ve 30. letech získal titul z fyziky a následoval o rok staršího George Volkoffa na Kalifornskou univerzitu v Berkeley, kde se stal postdoktorandem u Roberta Oppenheimera, tehdy předního teoretického fyzika. V roce 1941 získal doktorát a následně odešel na Illinois Institute of Technology.
V roce 1942 vstoupil do projektu Manhattan na Chicagské univerzitě, kde se společně s Enricem Fermim pokoušel vyrobit první funkční jaderný reaktor. Když Oppenheimer vytvořil laboratoř projektu Manhattan v Los Alamos, Christy byl jedním z prvních členů teoretické skupiny. Zde objevil mimo jiné to, že pevné podkritické množství plutonia by mohlo být výbušně stlačeno na nadkritické, což bylo velké zjednodušení oproti předchozím koncepcím vyžadujícím model duté skořápky.
Po válce se Christy krátce připojil k Chicagské univerzitě, ale již v roce 1946 odešel na Kalifornský technologický institut, když se Oppenheimer rozhodl nepokračovat v akademické činnosti. Christy na Caltechu zůstal a postupně se stal vedoucím katedry a úřadujícím prezidentem. V roce 1960 se začal zajímat o astrofyziku, když vytvořil jedny z prvních výpočetních modelů fungování hvězd. V 80. a 90. letech se věnoval dozimetrii a snažil se lépe pochopit účinky ionizujícího záření.

## Mládí
Narodil se jako Robert Frederick Cohen v kanadském Vancouveru, jeho otec byl elektrotechnický inženýr, matka učila na základní škole. Měl staršího bratra Johna. V roce 1918 bylo jeho příjmení změněno na Christy, později téhož roku byl jeho otec zabit elektrickým proudem a roku 1926 matka zemřela po operaci strumy. O Christyho a jeho bratra se pak starala babička, prastrýc a prateta.
Christy dokončil střední školu jako student s nejlepší známkou v Britské Kolumbii, za což obdržel medaili a bezplatnou výuku na Univerzitě Britské Kolumbie. V roce 1935 získal bakalářský titul z matematiky a fyziky a v roce 1937 magisterský.
Christyho přítel George Volkoff byl přijat na Kalifornskou univerzitu do Berkeley k Robertu Oppenheimerovi, vlivnému teoretickému fyzikovi. To inspirovalo Christyho ke stejnému rozhodnutí. Jeho prací v Berkeley bylo zkoumat spin nově objevených částic mionů z kosmického záření. O této práci vydal dva dokumenty, díky nimž získal v roce 1941 doktorát.

## Projekt Manhattan
Christy mohl získat doktorát i v roce 1940, ale pak by zůstal bez příjmu a bez místa asistenta. V roce 1941 získal místo na Illinois Institute of Technology. Ve stejném roce se oženil s Dagmar von Lieven, s níž měl dva syny. V Illinois vyučoval, a aby si udržel krok s fyzikálním vývojem, navštěvoval semináře na Chicagské univerzitě. Tam se potkal s Eugenem Wignerem, který ho najal jako svého asistenta.
V roce 1942 přešli Enrico Fermi a jeho tým z Kolumbijské univerzity na chicagskou univerzitu, v rámci snahy vyrobit první funkční jaderný reaktor. Fermi se domluvil s Wignerem a Christym, že posílí jeho skupinu. Tým potom začal na stavbě jaderného reaktoru umístěného na squashovém kurtu v Chicagu. Christy byl přítomen při prvním spuštění reaktoru v prosinci 1942.
Na počátku roku 1943 se Christy přidal k Oppenheimerově skupině v nové laboratoři v Los Alamos. Ve stejném roce získal americké státní občanství. Šéfem teoretické skupiny byl Hans Bethe, Christy byl díky své znalosti reaktorů přiřazen ke skupině snažící se připravit varný reaktor, určený jako nástroj pro testování výpočtů kritického množství a vlivu různých přidaných materiálů. V tomto reaktoru bylo poprvé použito palivo ve formě obohaceného uranu a také na něm bylo testováno kapalné palivo ve formě síranu uranu rozpuštěného ve vodě. Christy odhadl, že by to vyžadovalo použití 600 gramů čistého uranu-235, což následně zrevidoval na 575 gramů. Kritické množství bylo 565 gramů, což zvýšilo důvěru v přesnost výpočtů.
Skupina kolem Emilia Gina Segrèho objevila, že v reaktorech je produkováno významné množství plutonia-240. Vznikl  tak požadavek na novou implozní zbraň, avšak studie ukázaly, že technicky je velmi obtížné ji vyrobit. Od srpna 1944 probíhaly výpočty ideální imploze, problém bylo fungování ve skutečnosti, když byly problémem trysky a úlomky. Christy se proto začal podílet na práci skupiny pod vedením Rudolfa Peierlse, kde se zabýval teorií imploze. Navrhl možnost použití pevného plutoniového jádra, které by se stlačilo výbuchem. Jednalo se o konzervativní design, který vyřešil problém s tryskami silou. Toto řešení se stalo známo jako Christyho jáma. Nicméně pevná jáma byla méně efektivní než dutá jáma, což vyžadovalo použití modulovaného neutronového oscilátoru ke spuštění řetězové reakce. Christy spolupracoval s Hansem Bethem, Klausem Fuchsem a Paulem Steinem na vyvinutí vhodného iniciačního designu. Christyho návrh byl použit při prvním jaderném testu Trinity a v atomové bombě Fat Man shozené na Nagasaki.
Později Christy poskytl o projektu Manhattan a jeho roli ve válce řadu rozhovorů.

## Pozdější život
Po válce přijal místo na Chicagské univerzitě, kam se vrátil v roce 1946. Tehdy bylo obtížné najít bydlení a tak bydlel s Edwardem Tellerem.
Před válkou trávil Oppenheimer část roku vždy na Kalifornském technologickém institutu a Christy byl jedním z jeho studentů, kteří ho následovali. Po válce se ale Oppenheimer rozhodl, že vzhledem ke svým dalším povinnostem už nemůže do Kalifornie jezdit. Kalifornský technologický institut ho proto požádal o doporučení náhrady a Oppenheimer nabídl Christyho. William Alfred Fowler poté nabídl Christymu práci na plný úvazek, což Christy přijal. Nevýhodou bylo, že ani Fowler, ani další kolega Lauritsen nebyli teoretičtí fyzikové, takže většina práce padala na Christyho, což bylo kompenzováno zvýšením platu.
V roce 1949 se připojil k Oppenheimerovi, Lauritsenovi a Robertu Bacherovi, kteří zkoumali obranu západní Evropy proti Sovětskému svazu. Christy byl značně znepokojen procesem s Oppenheimerem, následkem čehož se nepohodl s Tellerem, který svědčil proti Oppenheimerovi.
V roce 1956 byl Christy jedním z celé řady vědců, kteří se připojili k výzvě prosazující zákaz jaderných testů. Smlouva z roku 1963 o zákazu atmosférických jaderných testů ovšem rovněž ukončila několik zajímavých projektů na nichž se podílel. S Freemanem Dysonem například pracoval na projektu Orion, což měla být kosmická loď poháněná jadernými výbuchy.
Během sabatového roku, který strávil na Princetonské univerzitě, se věnoval výzkumu proměnných hvězd cefeid a hvězd typu RR Lyrae. V té době bylo záhadou, proč jsou tyto dva typy odlišné. Díky svým znalostem z hydrodynamiky imploze, získaným v Los Alamos, tento nesoulad vysvětlil, což mu vyneslo Eddingtonovu medaili pro rok 1967.
V roce 1970 byl jmenován viceprezidentem Kalifornského technologického institutu. Během jeho působení ve funkci škola rozšířila nabídku humanitních oborů a přidána byla také ekonomika. V roce 1970 byly také na univerzitu jako studentky přijaty první ženy.
V roce 1971 se rozvedl s manželkou Dagmar a o dva roky později si vzal fyzičku Inge-Julianu Sackman, s níž měl dvě dcery a syna.
V roce 1977 se krátce stal prezidentem Kalifornského technického institutu, když bývalý prezident odešel, aby se stal ministrem obrany. K výuce se vrátil poté, co o rok později získal místo prezidenta Marvin Goldberger. V roce 1983 se stal profesorem teoretické fyziky a roku 1986 emeritním profesorem.
Zemřel v říjnu 2012. Byl pohřben v Altadeně v Kalifornii.